# Kostel svatého Jana Křtitele (Přemyšl)
Kostel svatého Jana Křtitele v Přemyšlu (Sobór św. Jana Chrzciciela) je katedrálním kostelem ukrajinské řeckokatolické církve, arcidiecéze Přemyšl-Varšava.

## Historie

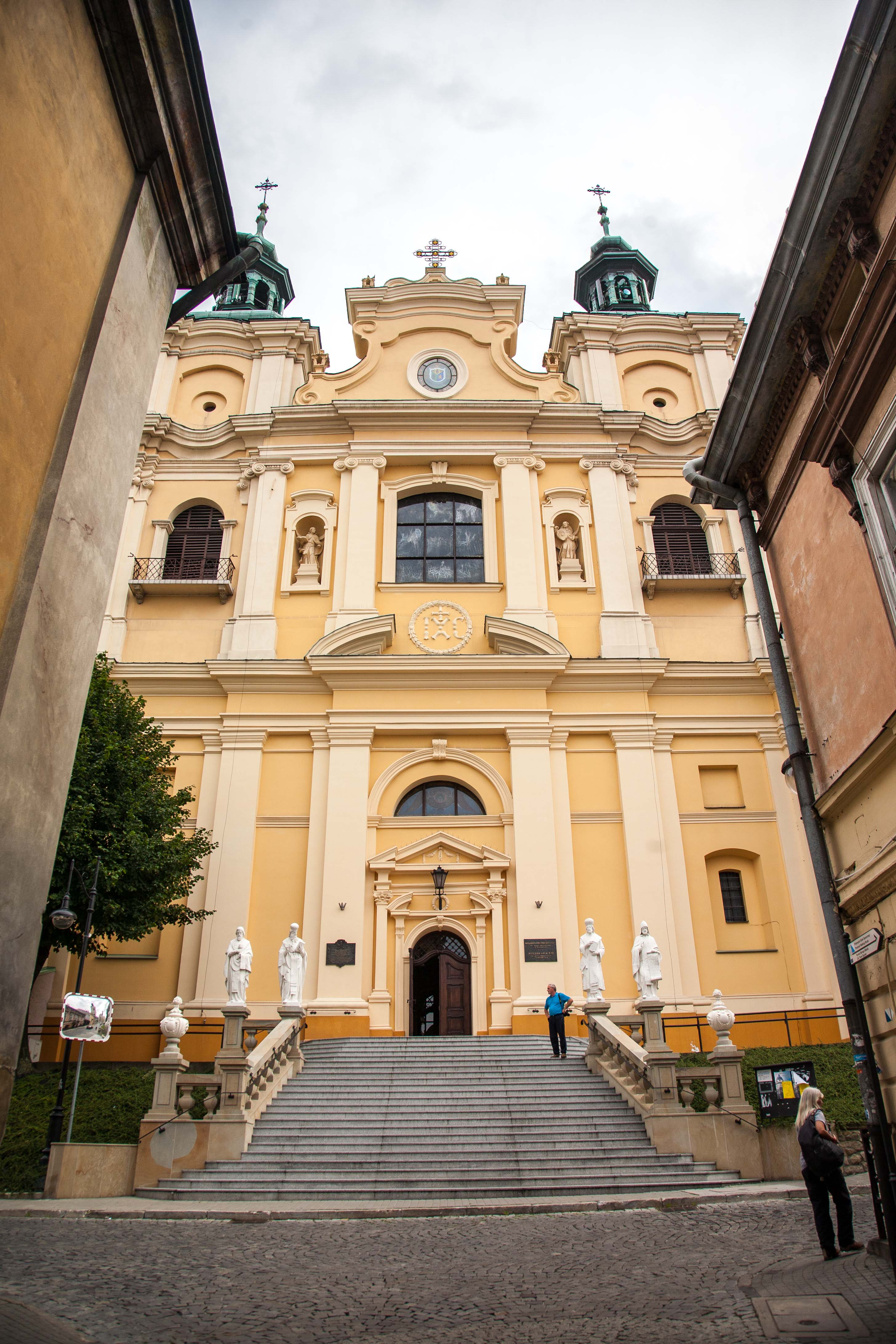
Katedrála sv. Jana Křtitele, Přemyšl

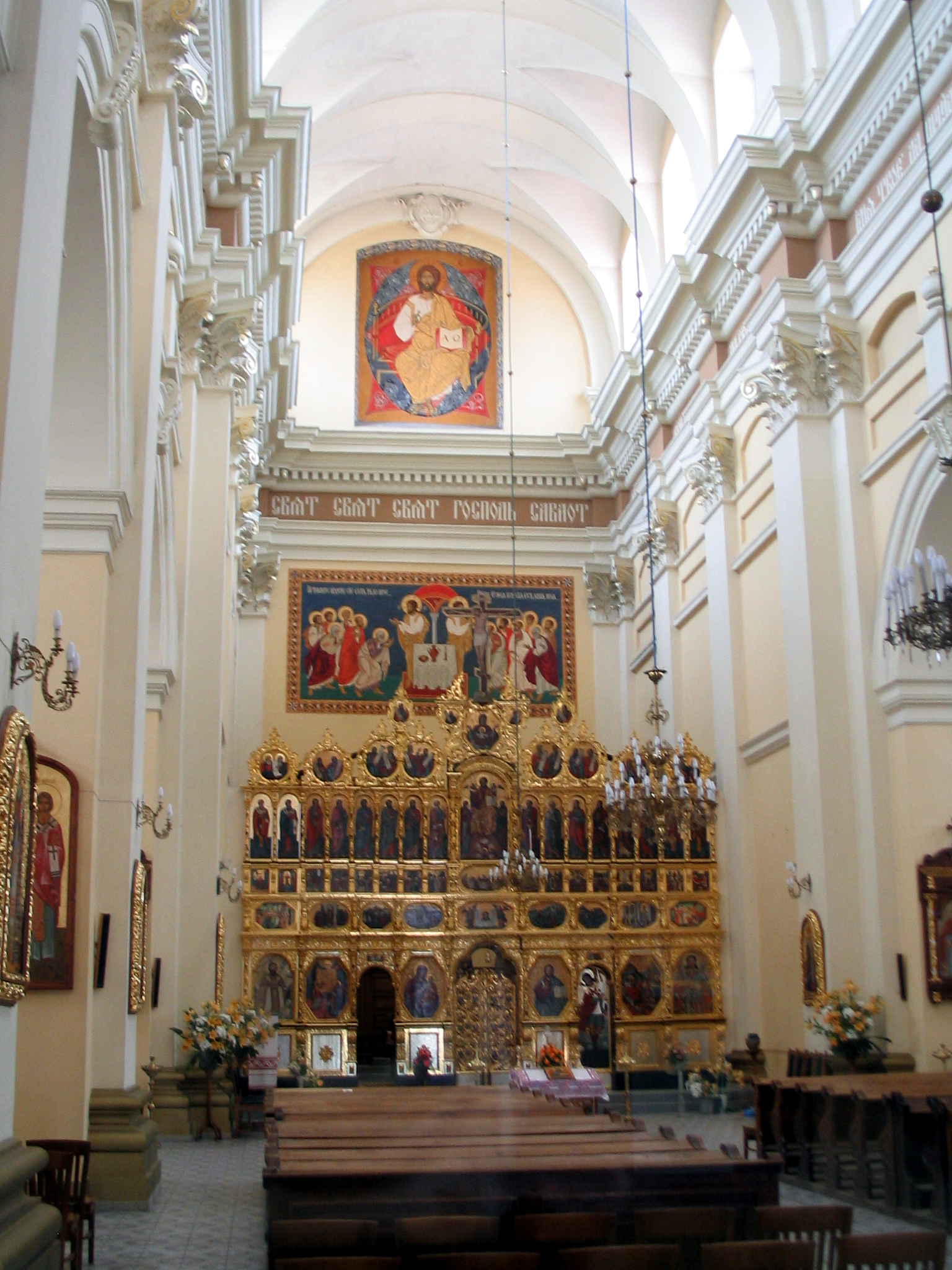
Hlavní loď

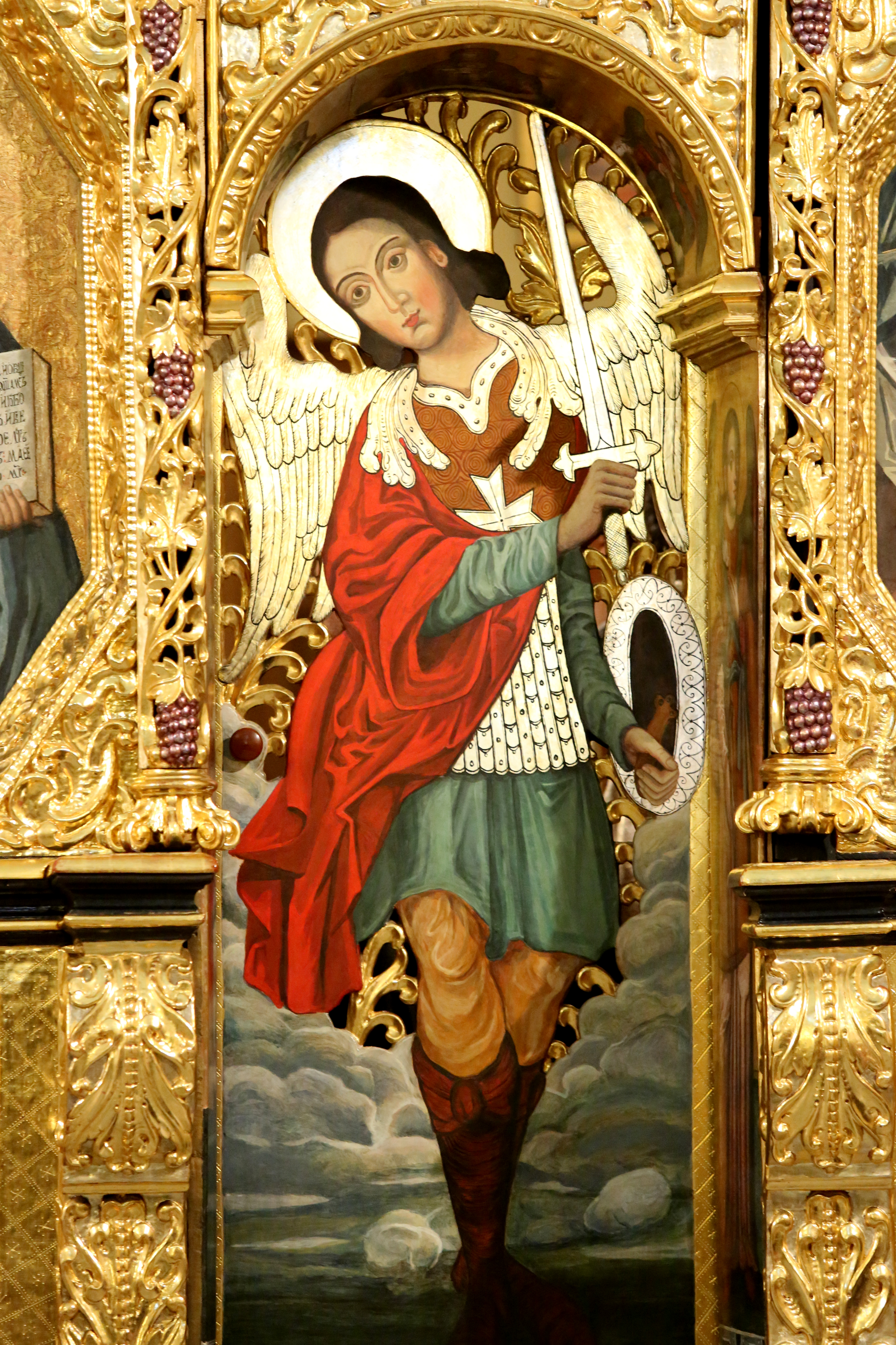
Jáhenské dveře ikonostasu - Archanděl Michal

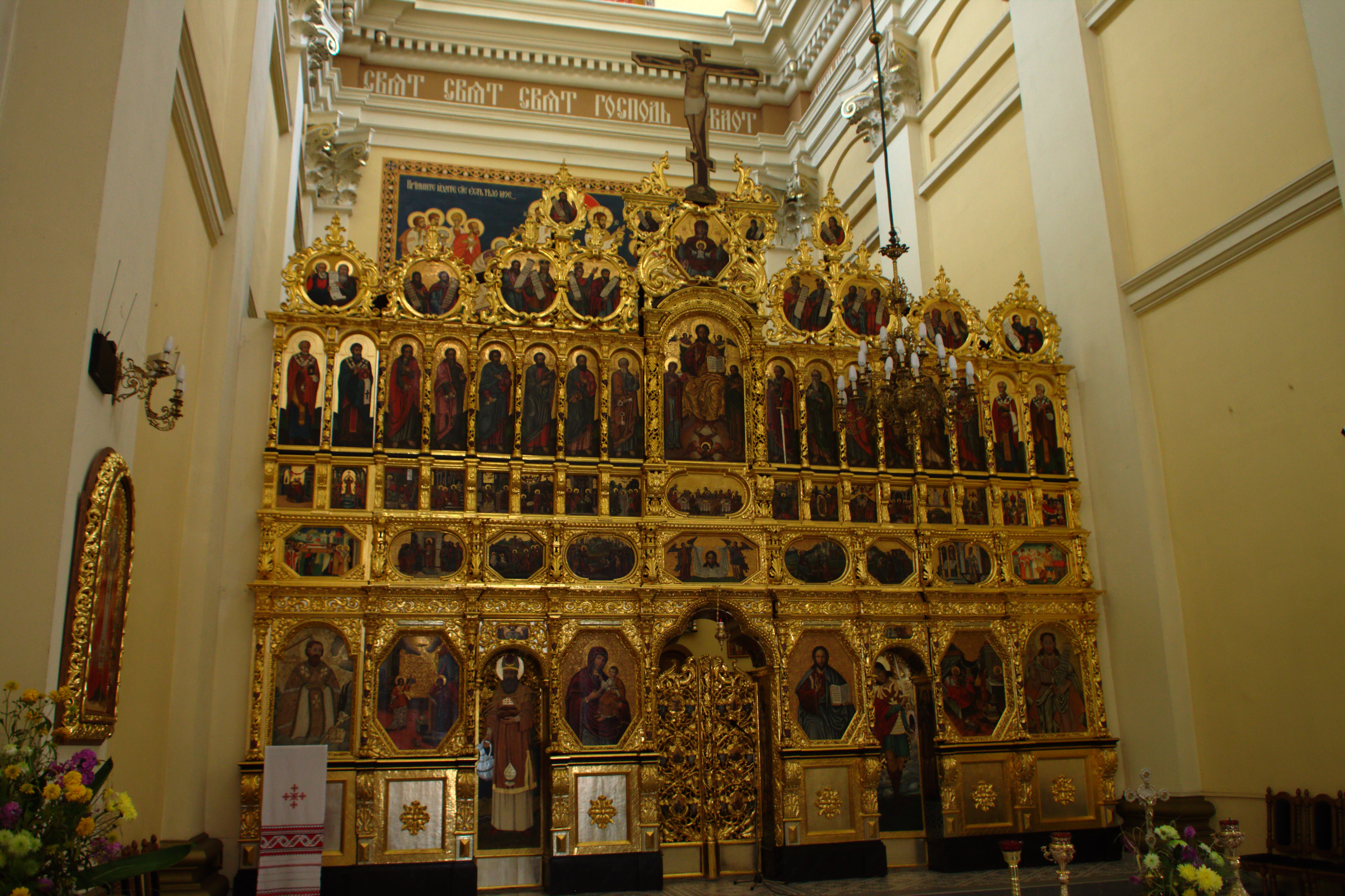
Starobylý ikonostas

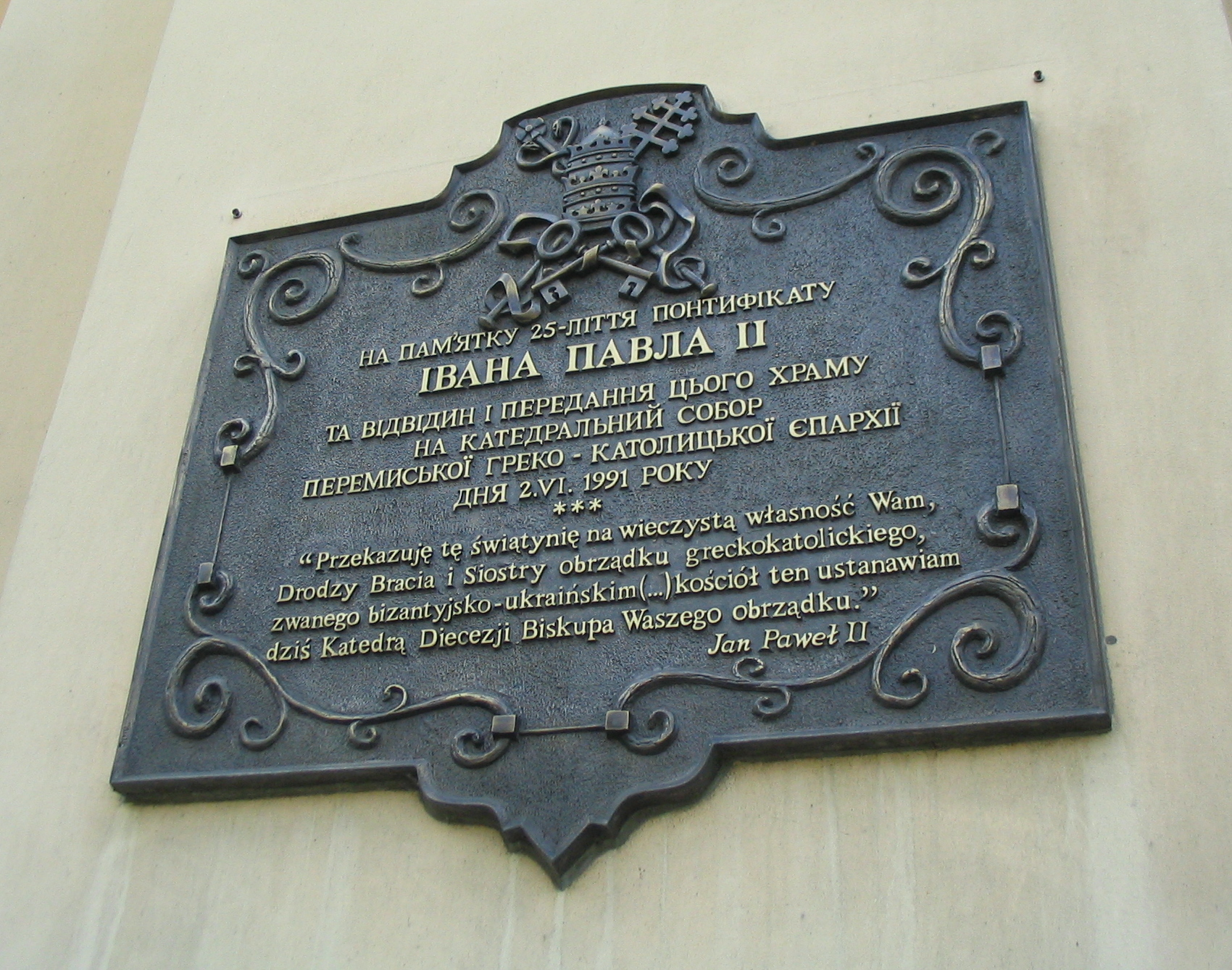
Pamětní tabule - věnování kostela řeckokatolické církvi Janem Pavlem II.

### 14. století
Kostel a přilehlý klášter se nachází na území, kde původně stával pravoslavný kostel sv. Petra (půdorys měl podobu řeckého kříže). První zmínky o této stavbě pocházejí z roku 1380. Později byl tento kostel využíván římskokatolickou církví a stal se i první katedrálou římskokatolické diecéze Přemyšl, vytvořené ve 14. století. V roce 1398 byl tento starobylý kostel zničen a na jeho místě byl postaven karmelitánský kostel.

### 15. a 16. století
Po následných přestavbách, v 15. a 16. století, získal kostel typickou gotickou podobu (vysoká loď, vysoká okna zakončená lomenými oblouky, vysoká - špičatá věž).

### 17. století
V roce 1618 byl chrámový komplex předán jezuitům, kteří měli budovu znovu obnovit a poté ji použít pro vlastní potřebu. Jezuité však vedle staré budovy postavili nový zděný kostel (1626-1632) zasvěcený sv. Ignáci z Loyoly. V roce 1679 byl původní kostel zbořen a na tomto území byla postavena budova semináře.

### 18.–20.  století
Po zrušení jezuitského řádu císařem Josefem II. (1782), sloužil kostel jako sklad. Opuštěný a chátrající byl převzat římskokatolickou diecézí a obnoven v roce 1904. Pod názvem Srdce Pana Ježíše sloužil jako vojenský kostel. Od roku 1957 zde byly slouženy mše v řeckokatolickém obřadu a v roce 1991 papež Jan Pavel II. při návštěvě Přemyšla věnoval tento kostel řeckokatolické církv, jako náhradu za kostel sv. Terezy, který této církvi sloužil jako katedrála. Pro úplnost: kostel sv. Terezy předal Josef II. řeckokatolické církvi poté, co zrušil Řád karmelitánů. Byla to náhrada za nesplnění slibu jeho matky (Marie Terezie), která přislíbila dotovat stavbu řeckokatolické katedrály. Z této původně plánované a nedokončené stavby katedrály zůstala pouze věž zvonice - dnes pod názvem "Hodinová věž" (Wieża Zegarowa). Kostel sv. Terezy sloužil řeckokatolické církvi až do konce 2. světové války.

### Současnost - vybavení kostela
Před hlavní oltář byl nainstalován starobylý ikonostas. Jedná se o západo-ukrajinskou kostelní malbu, která byla vytvořena v 80. letech 17. století pro klášterní kostel v Ščeplotech (u města Krakovec, Ukrajina). Po zrušení kláštera Josefem II., se v roce 1788 ikonostas dostal do dřevěného kostela sv. Mikuláše v Lubačově (Lubaczów), později do nového kamenného chrámu v tomto městě. V roce 1979 byl přenesen do Lubačovského muzea a konečně v roce 1993 zaujal své nynější místo.
V objektech bývalého kláštera se nachází Arcidiecézní muzeum.